# بخت‌برگشته (آلبوم)
بخت‌برگشته (انگلیسی: Star-Crossed) پنجمین آلبوم استودیویی خوانندهٔ آمریکایی کیسی ماسگریوز است. این آلبوم در ۱۰ سپتامبر ۲۰۲۱ توسط ام‌سی‌ای نشویل و اینترسکوپ رکوردز منتشر شد. ماسگریوز این آلبوم را به همراه موسیقی‌دان‌های آمریکایی، ایان فیچوک و دنیل تاشین نوشت و تهیه کرد. او همچنین در چهارمین آلبوم استودیویی خود، ساعت طلایی (۲۰۱۸) با این دو همکاری داشت.
ماسگریوز در تهیه این آلبوم با الهام از ماجراجویی شخصی خود از درد و التیام پس از طلاقش از روستون کلی، خواننده-ترانه‌سرای آمریکایی، الهام گرفته‌است. او بخت‌برگشته را نوعی «تراژدی مدرن» توصیف کرد و از رومئو و ژولیت، نمایش‌نامه معروف ویلیام شکسپیر نیز الهام گرفت. ماسگریوز از بیل ویثرز، دفت پانک، شاده آدو، ایگلز و ویزر به‌عنوان منبع الهام آلبوم نام برده‌است. از نظر آوایی، بخت‌برگشته یک اثر پاپ است، و ضمن حفظ ریشه‌های کانتری آثار پیشین خواننده، عناصر فولک، رقص، راک و سایکدلیک را نیز دربردارد. این اثر شامل بالاد‌های ملایمی است که توسط تمپو‌های یک‌نواخت، سینتی‌سایزرهای آنالوگ، طبل‌های بازتکرار و هارمونی‌ها اجرا می‌شود.
تک‌آهنگ تبلیغاتی برای تبلیغ این آلبوم با نام «بخت‌برگشته» در ۲۳ اوت ۲۰۲۱ و سپس چند روز بعد «توجیه‌پذیر» به‌عنوان تک‌آهنگ آغازین منتشر شد. یک فیلم همراه و هم‌عنوان پس از آلبوم و شامل موسیقی آن، به کارگردانی بردیا زینالی، به‌طور انحصاری در کنار انتشار آلبوم در پارامونت پلاس منتشر شد. بخت‌برگشته به‌طور کلی نظرات مثبتی از سوی منتقدان موسیقی دریافت کرد. بسیاری از نقدها از ترکیب‌بندی ژانر و داستان‌پردازی صمیمی ماسگریوز تمجید کردند، گرچه سایر منتقدان آهنگسازی را ضعیف خواندند و آن را اثری نامرغوب‌تر از ساعت طلایی یاد کردند.